# M.C.TRITON
M.C.TRITON, spol. s r.o. je česká poradenská společnost, poskytující služby podnikatelům a manažerům. Nabízí služby poradců, trenérů a interim manažerů .Společnost přímo působí na českém, slovenském a bulharském trhu, projektově pak ve většině zemí Evropy. Společnost řeší potřeby firem zejména v oblasti růstu a zvyšování výkonu. M.C.TRITON je součástí mezinárodní sítě poradenských firem European Independent Consulting Group.

## Historie

### Rok založení a společníci
Společnost M.C.TRITON vznikla 18. dubna 1990. Hned po revoluci ji založili tři zakládající majitelé M.C.TRITONU – Luděk Pfeifer, Pavel Vosoba a Míla Umlaufová (†2007), od roku 2002 pak přistoupil Radoslav Tesař.

### Tržby
V prvním roce činily tržby M.C.TRITON pár desítek tisíc korun, v roce 1997 už necelých 19 milionů, v roce 2001 55 milionů, v roce 2007 114 milionů. Až dosud, za více než dvacet let, překročily tržby M.C.TRITON tři čtvrtiny miliardy korun.[zdroj?]

## Služby
Společnost  realizuje služby v oblastech:
- poradenství pro podnikatele a manažery[7],
- vzdělávání a rozvoj[8],
- vyhledávání lidí[9].

## Ocenění
Společnost M.C.TRITON získala ocenění v žebříčku 100 obdivovaných firem CZECH TOP 100 pro rok 2012 v kategorii činnosti v oblasti nemovitostí, služby pro podniky. Získala také 3. místo v kategorii Služby pro podniky v žebříčku 100 obdivovaných firem CZECH TOP 100 pro rok 2010. Mezi další ocenění pak patří 1. místo v soutěži Firma roku hlavního města Prahy 2008, 3. místo v celorepublikovém finále soutěže Firma roku 2008. Dále pak ocenění Nejrychleji rostoucí společnost v oboru (Štika českého businessu za rok 2007 v oborovém žebříčku v sekci Vzdělávání, na 57.–58. místě v žebříčku TOP 100 nejrychleji rostoucích firem). Partner společnosti Luděk Pfeifer pak získal Ocenění TOP 10 Manažer roku 2005 a Manažer odvětví 2005.